# San Luis (Áncash)
San Luis, fundado como San Luis de Chuquibamba en 1572, conocido posteriormente como San Luis Obispo de Ichohuari y San Luis de Huari, es un pueblo peruano, capital del distrito homómino y de la provincia de Carlos Fermín Fitzcarrald, localizada en la zona centroriental del departamento de Áncash en el Perú. Cuenta con una población urbana aproximada de 2.500 habitantes ubicada a una altitud media de 3.150 m s. n. m..
Entre sus festividades destaca la fiesta de patronal de la Virgen de las Mercedes, y danzas típicas como el yayu, y el paso huanquilla esta última declarada Patrimonio Cultural de la Nación.

## Geografía
Ubicado en el área occidental de la cuenca de Yanamayo, San Luis se encuentra atravesado por el río Chucpin o Acochaca y por el río San Luis o Tambillo. Su topografía es muy accidentada, de inestatabilidad geomórfica, lo que ocasiona problemas de tránsito debido a continuos derrumbes o deslizamientos.
Posee un clima subhúmedo o frío boreal, conocido como "clima de montaña alta", con una temperatura promedio anual de 12 °C y precipitación media anual de 700 mm. Se trata de un clima ideal para el desarrollo de una agricultura de riego y secano.
Una red vial vecinal une a esta localidad con los distritos de Yauya y San Nicolás; sin embargo, esta se encuentra en condiciones precarias, por lo que el uso de caminos de herradura es muy frecuente.

### Ubicación
El distrito de San Luis está ubicado en la vertiente oriental de la Cordillera Blanca. Incluye los pisos altitudinales Quechua, Suni o Jalca y Puna, su rango altitudinal comprende desde los 2600 m s. n. m. en el río Acochaca, hasta los 4800 m s. n. m., en la puna de Collota. La ciudad de San Luis se encuentra en la región Quechua a 3120 m s. n. m.
| Noroeste: Provincia de Yungay  | Norte: Distrito de Yauya   | Noreste: Distrito de Yauya    |
| Oeste: Provincia de Asunción   |                            | Este: Distrito de San Nicolás |
| Suroeste Provincia de Asunción | Sur: Provincia de Asunción | Sureste: Provincia de Huari   |

### Clima
El distrito presenta una diversa gama de microclimas por ubicarse en el piso altitudinal Quechua a esto se añade su proximidad al trópico que en suma hacen que la temperatura en un día varíe considerablemente. Los territorios entre los 3000 y 3500 m s. n. m., se ubican dentro del piso térmico frío o microtérmico.
| Parámetros climáticos promedio de San Luis (territorios entre 3000 - 3300 m s. n. m.). | Parámetros climáticos promedio de San Luis (territorios entre 3000 - 3300 m s. n. m.). | Parámetros climáticos promedio de San Luis (territorios entre 3000 - 3300 m s. n. m.). | Parámetros climáticos promedio de San Luis (territorios entre 3000 - 3300 m s. n. m.). | Parámetros climáticos promedio de San Luis (territorios entre 3000 - 3300 m s. n. m.). | Parámetros climáticos promedio de San Luis (territorios entre 3000 - 3300 m s. n. m.). | Parámetros climáticos promedio de San Luis (territorios entre 3000 - 3300 m s. n. m.). | Parámetros climáticos promedio de San Luis (territorios entre 3000 - 3300 m s. n. m.). | Parámetros climáticos promedio de San Luis (territorios entre 3000 - 3300 m s. n. m.). | Parámetros climáticos promedio de San Luis (territorios entre 3000 - 3300 m s. n. m.). | Parámetros climáticos promedio de San Luis (territorios entre 3000 - 3300 m s. n. m.). | Parámetros climáticos promedio de San Luis (territorios entre 3000 - 3300 m s. n. m.). | Parámetros climáticos promedio de San Luis (territorios entre 3000 - 3300 m s. n. m.). | Parámetros climáticos promedio de San Luis (territorios entre 3000 - 3300 m s. n. m.). |
| Mes                                                                                    | Ene.                                                                                   | Feb.                                                                                   | Mar.                                                                                   | Abr.                                                                                   | May.                                                                                   | Jun.                                                                                   | Jul.                                                                                   | Ago.                                                                                   | Sep.                                                                                   | Oct.                                                                                   | Nov.                                                                                   | Dic.                                                                                   | Anual                                                                                  |
| -------------------------------------------------------------------------------------- | -------------------------------------------------------------------------------------- | -------------------------------------------------------------------------------------- | -------------------------------------------------------------------------------------- | -------------------------------------------------------------------------------------- | -------------------------------------------------------------------------------------- | -------------------------------------------------------------------------------------- | -------------------------------------------------------------------------------------- | -------------------------------------------------------------------------------------- | -------------------------------------------------------------------------------------- | -------------------------------------------------------------------------------------- | -------------------------------------------------------------------------------------- | -------------------------------------------------------------------------------------- | -------------------------------------------------------------------------------------- |
| Temp. máx. media (°C)                                                                  | 20.4                                                                                   | 19.7                                                                                   | 20                                                                                     | 20.7                                                                                   | 20.7                                                                                   | 22                                                                                     | 22.3                                                                                   | 22.6                                                                                   | 22.7                                                                                   | 21.9                                                                                   | 21.5                                                                                   | 21.4                                                                                   | 21.3                                                                                   |
| Temp. media (°C)                                                                       | 13.8                                                                                   | 13.6                                                                                   | 13.6                                                                                   | 13.7                                                                                   | 13                                                                                     | 12.7                                                                                   | 12.5                                                                                   | 12.8                                                                                   | 13.7                                                                                   | 14                                                                                     | 13.9                                                                                   | 13.9                                                                                   | 13.4                                                                                   |
| Temp. mín. media (°C)                                                                  | 7.2                                                                                    | 7.5                                                                                    | 7.2                                                                                    | 6.7                                                                                    | 5.3                                                                                    | 3.5                                                                                    | 2.7                                                                                    | 3.1                                                                                    | 4.8                                                                                    | 6.1                                                                                    | 6.4                                                                                    | 6.5                                                                                    | 5.6                                                                                    |
| Precipitación total (mm)                                                               | 93                                                                                     | 103                                                                                    | 117                                                                                    | 75                                                                                     | 27                                                                                     | 7                                                                                      | 6                                                                                      | 14                                                                                     | 31                                                                                     | 74                                                                                     | 81                                                                                     | 90                                                                                     | 718                                                                                    |
| Fuente n.º 1: Accuweather                                                              |                                                                                        |                                                                                        |                                                                                        |                                                                                        |                                                                                        |                                                                                        |                                                                                        |                                                                                        |                                                                                        |                                                                                        |                                                                                        |                                                                                        |                                                                                        |
| Fuente n.º 2: Climate-data.org                                                         |                                                                                        |                                                                                        |                                                                                        |                                                                                        |                                                                                        |                                                                                        |                                                                                        |                                                                                        |                                                                                        |                                                                                        |                                                                                        |                                                                                        |                                                                                        |

## Historia
Las primeras evidencias de presencia humana datan del 3.000 a. C. Posteriormente fue parte del señorío Huari hasta que este fue conquistado por el Imperio inca bajo el gobierno de Cápac Yupanqui. Asimismo, en esta localidad nació Carlos Fermín Fitzcarrald, importante comerciante cauchero del siglo XIX.

### Época virreinal
Los habitantes del grupo étnico huari se rindieron sin resistencia a los conquistadores españoles con el propósito de librarse de los incas. Pocos años después los conquistadores iniciaron con la repartición de estas tierras y la fundación de obrajes e ingenios para sacar provecho de la mano de obra nativa.
Luego de la conquista española, el territorio sanluisino perteneció a la encomienda de Icho Huari, que comprendía también a los pueblos de Llamellín y Chacas. Esta encomienda fue posesión del conquistador castellano Bartolomé de Tarazona entre 1532 y 1561 (concedida oficialmente por Francisco Pizarro en 1540 gracias a sus méritos militares, entre las que destacan la fundación de Lima y Huánuco). Tras la muerte de Tarazona en 1561, su esposa, Isabel de Figueroa heredó la encomienda volviéndose a casar en 1570 con el licenciado Diego de Álvarez, un noble e intelectual natural de Salamanca quien fuera corregidor del Cuzco, de Chachapoyas, Huánuco y Potosí. La pareja fundó el primer obraje de este territorio en Aurinja, en mayo de 1571, y mantuvieron la encomienda hasta 1607, año de la muerte de Álvarez. En 1608 fue adquirida por el encomendero Diego de Carvajal y Vargas, en 1620 se la heredó a su hijo Francisco de Carvajal y Vargas y sus descendientes.
Fundación española

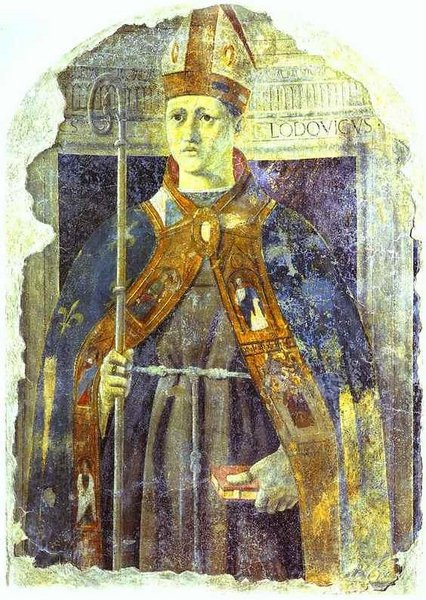
San Luis se fundó bajo el patronazgo de San Luis Obispo de Tolosa, en 1572.

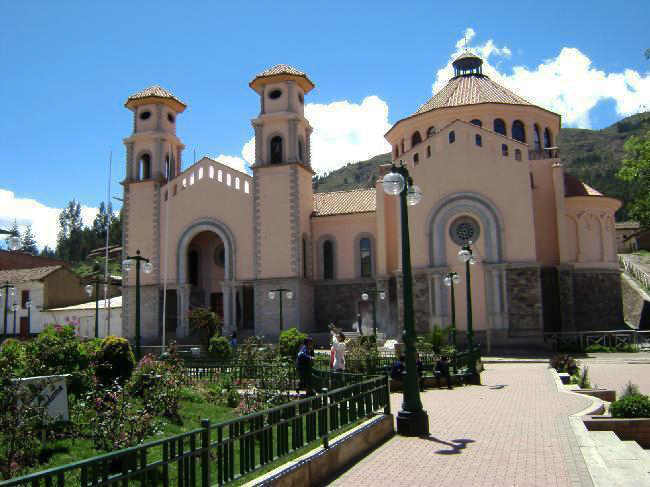
Iglesia de San Luis construida por la Operación Mato Grosso en 2007

La fundación del pueblo fue encargada a los evangelizadores de la Orden de San Agustín Hernando García, Alfonso Espinoza, el capitán español, vecino y adelantado de Huánuco, Alonso de Santoyo y Valverde, y el encomendero de Icho Huari: Don Diego de Álvarez, en 1572, durante el gobierno del virrey Francisco de Toledo, impulsor de las reducciones de indios, es decir poblaciones de nativos con plaza mayor, iglesia, cabildo y solares propios. Hasta entonces la población nativa vivía dispersa en el territorio y dicha medida facilitaba la labor de los sacerdotes y las autoridades en general. Se sabe que De Toledo visitó la zona norte del Corregimiento de Conchucos (actuales Pallasca, Sihuas y Pomabamba) durante la Visita General al Perú que realizó entre 1570 y 1575, en este viaje, ordenó reducir casi 700 caseríos nativos a solo 9 reducciones.

El repartimiento de Ychoguari encomendado en doña Ysabel de Figueroa tiene 879 yndios tributarios y 4590 personas reduzidos en tres pueblos llamados San Luis de Chuquibamba, San Martin de Chacas y San Andrés de Yamedin.
Martín Enríquez de Almansa - Virrey del Perú. «Relación de oficios que proveen en la gobernación de los reinos y provincias del Perú. (1583).». Consultado el 23 de abril de 2025.

### Independencia
A mediados de 1825, durante el gobierno de Simón Bolívar, fueron elevados a distritos los antiguos curatos o parroquias de Conchucos, así nació el distrito de San Luis como parte de la Provincia de Huari.
En 1894 fue declarada villa junto a los pueblos de Huari y Chacas, la elevación de categoría iba de la mano con el auge minero que vivía la provincia de Huari durante la segunda mitad del siglo XIX. Años después, los tres títulos fueron anulados con la nueva Constitución peruana de 1920, sin embargo, el pueblo de San Luis refrendó el título en 1983 mediante la ley n.º 23609 del 6 de junio de 1983 

## Centros poblados
La orografía accidentada del distrito de San Luis así como la disponibilidad de recursos necesarios para sus habitantes ha propiciado el asentamiento de numerosos núcleos de población alejados del núcleo principal. El distrito está formado por la ciudad capital San Luis, sus calles más importantes son José Olaya, Ramón Castilla, que actualmente son las calles principales del distrito. Centro de carretera  que conecta por las provincias de Piscobamba, Pomabamba y Sihuas.
Existen poblados periféricos secundarios diseminados por todo el distrito, es decir gran cantidad de caseríos rurales habitados o deshabitados, aislados o bien formando agrupaciones de pequeña o mediana entidad como es el caso de Pomallucay y Colcabamba. En este sentido es posible destacar la existencia de caseríos rurales como Humanhuauco, Uchusquillo, Tarapampa, Ishanca, Tayapampa e Illauro, entre otros, que son habitados durante todo el año debido a la población rural que vive de la agricultura y la ganadería.

## Política

### Administración municipal y regional
La ciudad como capital de la provincia es gobernada por la Municipalidad Provincial de Carlos F. Fitzcarrald, que tiene competencia en todo el territorio de la provincia. No existe una autoridad restringida a la ciudad. Para el período 2023-2026 la municipalidad provincial está constituida por el alcalde Carlos Oyola Ayala y cuatro regidores. 
| Período     | Nombre                     | Partido Político         |
| ----------- | -------------------------- | ------------------------ |
| 2007 - 2010 | Wilder Fitzcarrald Bravo   | Alianza Regional Áncash  |
| 2011 - 2014 | Alfonso Santiago Gregorio  |                          |
| 2015 - 2018 | Humberto Samanés Melgarejo | Alianza para el Progreso |
| 2019 - 2022 | Boris Tarazona Mayo        | Somos Perú               |
| 2023-2026   | Carlos Oyola Ayala         | Somos Perú               |

- Fuente: Infogob [15]

## Demografía

Los sanluisinos, al igual que los chacasinos y llamellinos son descendientes del grupo étnico Icho-huari, que habitó las provincias de Asunción, Fitzcarrald y Raimondi (En la foto, miembros de una comunidad campesina de Chacas).

Actualmente su población decrece a razón de entre 2 y 4 habitantes por año, debido a la migración de jóvenes menores de 25 años. Los jóvenes requieren estudios superiores y trabajos en ciudades con mayores oportunidades, y eligen como principales destinos a Lima y Huaraz respectivamente.

## Danzas

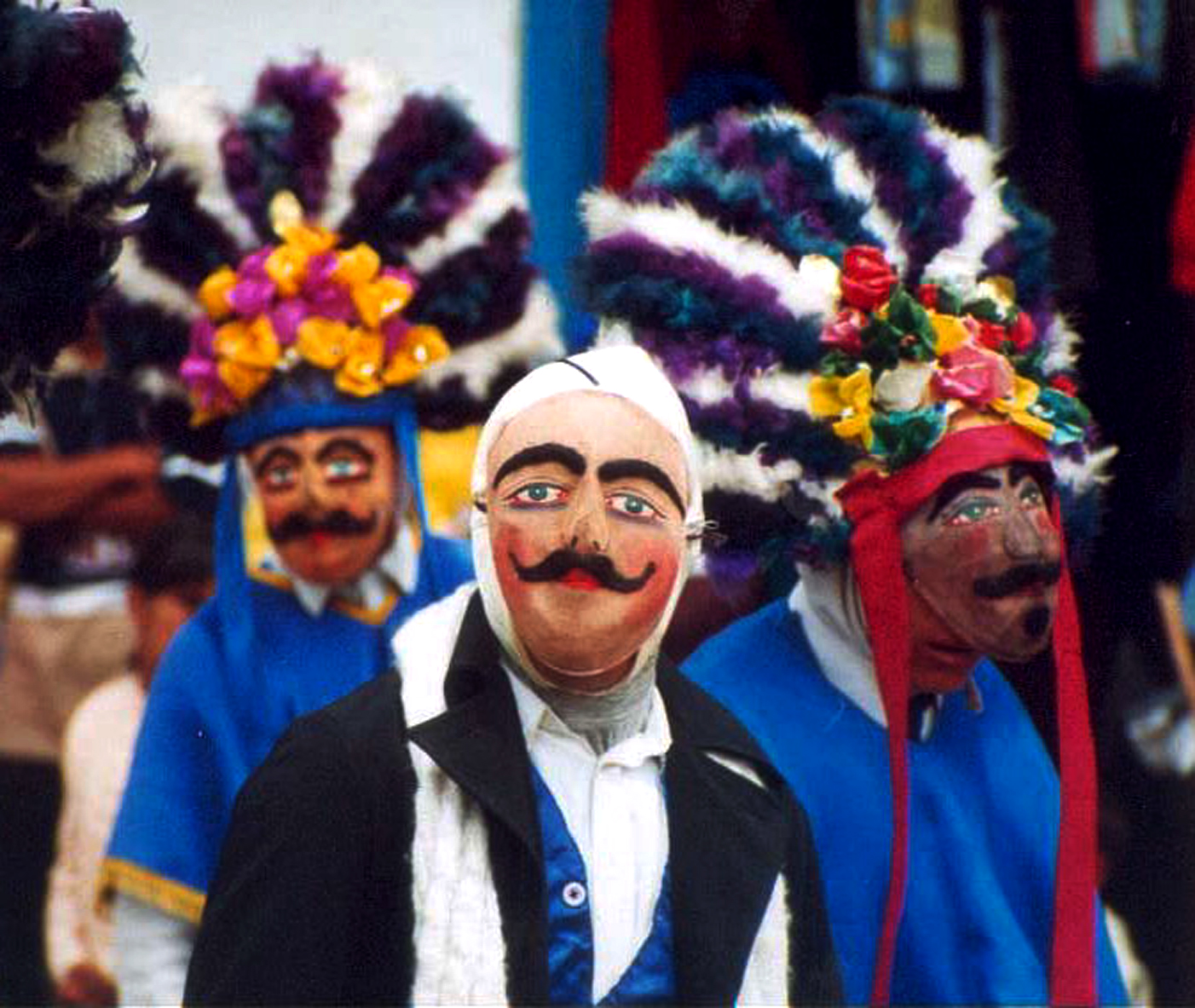
Danzantes del Paso Huanquilla

- Paso Huanquilla: Declarada Patrimonio Cultural de la Nación. Es una danza grupal masculina conformada por once personas: un caporal, dos guiadores y ocho bailarines que van tras los guiadores, denominados Traseros. La vestimenta del caporal se diferencia de los demás por llevar un sombrero en lugar de una monterilla de plumas y una levita o frac que en los demás solo es un chaleco de seda roja o azul.[17]

«Declara Patrimonio Cultural de la Nación a la danza Paso Huanquilla en tanto se trata de una representación que, por su historia, la originaliad de su coreografía y de su música, constituye un valioso elemento del patrimonio cultural inmaterial de la región Áncash que contribuye a la afirmación de la identidad colectiva regional y nacional.»
 Texto declaratorio de Patrimonio Cultural en 2009.